# Magdalena Sroka (ur. 1977)
Magdalena Sroka (ur. 4 czerwca 1977 w Krakowie) – polska menedżerka kultury, znawczyni problematyki związanej z kulturą i sztuką, producentka i koordynatorka międzynarodowych projektów, w latach 2010–2015 wiceprezydent Krakowa ds. kultury i promocji miasta, w latach 2015–2017 dyrektor Polskiego Instytutu Sztuki Filmowej.

## Życiorys
Jest absolwentką Uniwersytetu Jagiellońskiego (filologia polska, specjalizacja: teatrologia) w Krakowie.
W latach 1998–2003 była związana z Biurem Festiwalowym Kraków 2000, w którym odpowiadała za projekty kulturalne związane z otrzymanym przez Kraków tytułem Europejskiej Stolicy Kultury. Współtworzyła pierwszą strategię promocji Krakowa na lata 2003–2007. Współpracowała z biurem programowym Expo 2005. Twórczyni Krakowskiej Komisji Filmowej i Regionalnego Funduszu Filmowego w Krakowie oraz ekspertka Kongresu Kultury Polskiej. W latach 2008–2010 była dyrektorką Krakowskiego Biura Festiwalowego, organizującego krakowskie wydarzenia kulturalne. W latach 2010–2015 wiceprezydent Krakowa ds. kultury i promocji miasta.
3 października 2015 objęła po Agnieszce Odorowicz funkcję dyrektora Polskiego Instytutu Sztuki Filmowej. W październiku 2015 została odznaczona Brązowym Medalem „Zasłużony Kulturze Gloria Artis”. 9 października 2017 minister kultury i dziedzictwa narodowego Piotr Gliński odwołał Magdalenę Srokę z funkcji dyrektora Polskiego Instytutu Sztuki Filmowej.